# Vincenzo de' Rossi
Vincenzo de' Rossi (Fiesole, 1525 - Florence, 1587) was een Italiaans beeldhouwer uit de 16e eeuw.

## Biografie
De' Rossi begon zijn carrière in 1534 als leerling van beeldhouwer Baccio Bandinelli. In 1546 trok hij naar Rome, waar hij in 1547 zijn eerste zelfstandige opdracht uitvoerde. Het beeld: Giovane Cristo con San Giuseppe, was tevens zijn kandidatuur voor de Accademia dei Virtuosi, een kunstenaarsvereniging vergelijkbaar met een Sint-Lucasgilde.

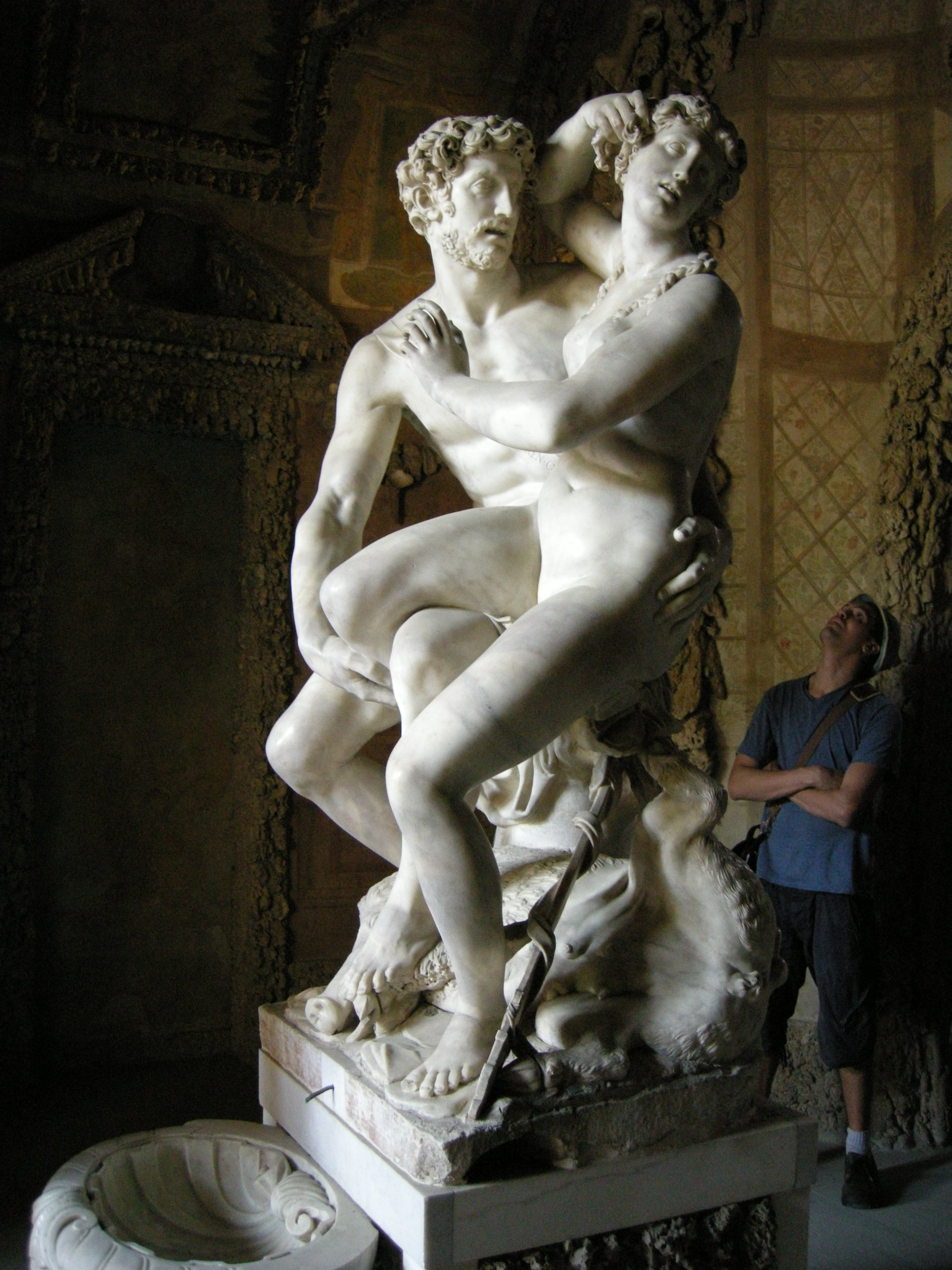
De ontvoering van Helena door Paris

## Werken
- Giovane Cristo con San Giuseppe in een kapel van het Pantheon
- Buste van Uberto Strozzi in de basiliek Santa Maria sopra Minerva in Rome
- Naiade en Ercole e Diomede in het Palazzo Vecchio in Florence
- Paride che rapisce Elena (Paris ontvoert Helena) in de Boboli-tuinen in Florence
- l'Adone morente (bas-reliëf), Salita al Calvario, Cristo deriso en Cristo davanti a Pilato in het Bargellopaleis in Florence
- Ercole che sorregge il cielo (Hercules heerst over de hemel) in de Villa Medici Poggio Imperiale in Florence
- Laocoöngroep een kopie uit 1584 van een antieke marmersculptuur

- Bibliothèque nationale de France: cb145030903 (data)
- Gemeinsame Normdatei: 120974622
- International Standard Name Identifier: 0000 0000 6679 8888
- Library of Congress Control Number: no99018557
- Nationale Bibliotheek van Israël: 987007457047205171
- Nederlandse Thesaurus van Auteursnamen: 186337493
- RKD-Nederlands Instituut voor Kunstgeschiedenis: 68393
- Système universitaire de documentation: 086055216
- Union List of Artist Names: 500023569
- Virtual International Authority File: 5776239
- WorldCat: E39PBJcrfqp8CtRGcd73TbQDv3